# Филадельфия Севенти Сиксерс
«Филаде́льфия Се́венти Си́ксерс» (англ. Philadelphia 76ers) — американский профессиональный баскетбольный клуб, выступающий в Национальной баскетбольной ассоциации, Атлантический дивизион Восточной конференции. Клуб базируется в городе Филадельфия, Пенсильвания. Название «76ers» связано с 1776 годом, когда в Филадельфии была подписана Декларация независимости США.
Клуб был основан в 1946 году под названием «Сиракьюс Нэшнлз» (англ. Syracuse Nationals) и до 1963 года базировался в городе Сиракьюс (штат Нью-Йорк). Первая победа в чемпионате НБА в 1955 году была одержана именно под названием «Сиракьюс Нэшнлз».
До 1962 года в Филадельфии играла команда «Филадельфия Уорриорз», которая затем переехала в Сан-Франциско и стала называться «Сан-Франциско Уорриорз», а в 1971 году переехала в калифорнийский Окленд, сменив название на «Голден Стэйт Уорриорз».

## История

### Ранняя история
В 1946 году итальянский иммигрант Дэниэл Биасон отправил чек на сумму $5,000 в офис Национальной баскетбольной лиги в Чикаго, а команда «Сиракьюс Нэшнлз» стали командой Среднезападного дивизиона и начала базироваться в городе Сиракьюс. «Сиракьюс Нэшнлз» начали выступать в Национальной баскетбольной лиге в тот период, когда профессиональный баскетбол получил признание другой организации, Баскетбольной Ассоциации Америки и базировался в крупных городах, таких как Нью-Йорк и Филадельфия. В то время Средний Запад был представлен мелкими и средними городами, а «Сиракьюс Нэшнлз» в первом сезоне выступили с соотношением побед и поражений 21–23, заняв итоговое 4-е место. В серии плей-офф команда уступила в четырёх матчах «Рочестер Ройалс».
Во втором сезоне 1947–48 «Сиракьюс Нэшнлз» финишировали на пятом месте с показателями 24-36. Несмотря на это, команда попала в плей-офф, однако вылетела в трех матчах от «Пэкерс».

### Современность
14 августа 2013 года «Севенти Сиксерс» назначили Бретта Брауна главным тренером команды. Последние семь сезонов до назначения Браун работал ассистентом главного тренера «Сан-Антонио Спёрс» Грегга Поповича. Браун стал 24-м тренером «Севенти Сиксерс» за 64 сезона клуба в НБА.
16 мая 2023 года Док Риверс был уволен с поста главного тренера «Филадельфии».
1 июня 2023 года стало известно о назначении Ника Нерса на пост главного тренера «Севенти Сиксерс».
Перед стартом сезона 2024/25 Пол Джордж подписал с «Сиксерс» четырехлетний максимальный контракт. Был также переподписан Кайл Лоури и приобретен Эрик Гордон.
19 ноября 2024 года «Филадельфия» провела командное собрание после поражения от «Майами» со счетом 89:106. Поводом для собрания стал старт сезона с результатом в 2 победы и 11 поражений. На собрании Тайриз Макси раскритиковал Джоэла Эмбиида за опоздания и негативное влияние на коллектив.

## Статистика
За 78 сезонов своего существования (до 2023 года), «Филадельфия Севенти Сиксерс» вышли в плей-офф НБА 53 раза. Команда выиграла титул чемпионов НБА трижды. Первая победа в чемпионате НБА в 1955 году была одержана под названием «Сиракьюс Нэшнлз», затем под названием «Филадельфия Севенти Сиксерс», клуб дважды выигрывал титул, в 1967 и 1983 годах. Помимо этого, «76-е» шесть раз выходили в финал НБА (1950, 1954, 1977, 1980, 1982 и 2001). Наилучший показатель побед-поражений команды был 68-13, в сезоне 1966/67, худший результат был 9-73, в сезоне 1972/73.
 В = Выигрыши, П = Проигрыши, В% = Процент выигранных матчей
| Сезон    | В    | П    | В%   | Плей-офф                          | Результаты                                       |
| -------- | ---- | ---- | ---- | --------------------------------- | ------------------------------------------------ |
| 2018/19  | 51   | 31   | 62,2 | Проигрыш в полуфинале конференции | Торонто Рэпторс 4, Филадельфия Севенти Сиксерс 3 |
| 2019/20  | 43   | 30   | 58,9 | Проигрыш в 1-м раунде             | Бостон Селтикс 4, Филадельфия Севенти Сиксерс 0  |
| 2020/21  | 49   | 23   | 68,1 | Проигрыш в полуфинале конференции | Атланта Хокс 4, Филадельфия Севенти Сиксерс 3    |
| 2021/22  | 51   | 31   | 62,2 | Проигрыш в полуфинале конференции | Майами Хит 4, Филадельфия Севенти Сиксерс 2      |
| 2022/23  | 54   | 28   | 65,9 | Проигрыш в полуфинале конференции | Бостон Селтикс 4, Филадельфия Севенти Сиксерс 3  |
| Всего    | 3053 | 2805 | 52,1 |                                   |                                                  |
| Плей-офф | 248  | 234  | 51,5 | 3 титула                          |                                                  |

## Текущий состав
| \| Поз. \| № \| Гражд. \| Имя \| Рост \| Вес \| Откуда \| \| ---- \| -- \| --------- \| ------------------ \| ------ \| ------ \| ------------ \| \| З \| 0 \| ! \| Тайриз Макси \| 188 см \| 91 кг \| Кентукки \| \| Ц \| 1 \| ! \| Андре Драммонд \| 211 см \| 127 кг \| Коннектикут \| \| З \| 5 \| ! \| Квентин Граймс \| 193 см \| 95 кг \| Хьюстон \| \| З \| 7 \| ! \| Кайл Лоури \| 183 см \| 89 кг \| Вилланова \| \| Ф \| 8 \| ! \| Пол Джордж \| 203 см \| 100 кг \| Фресно Стэйт \| \| З/Ф \| 9 \| ! \| Келли Убре \| 201 см \| 92 кг \| Канзас \| \| З \| 11 \| ! \| Джефф Даутин \| 191 см \| 80 кг \| Род-Айленд \| \| З \| 12 \| ! \| Джаред Батлер \| 191 см \| 88 кг \| Бэйлор \| \| З \| 14 \| ! \| Рики Каунсил \| 198 см \| 94 кг \| Арканзас \| \| З \| 16 \| ! \| Лонни Уокер \| 196 см \| 93 кг \| Майами \| \| З \| 17 \| ! \| Джейлен Худ-Шифино \| 196 см \| 95 кг \| Индиана \| \| З/Ф \| 19 \| ! \| Джастин Эдвардс \| 203 см \| 92 кг \| Кентукки \| \| З \| 20 \| ! \| Джаред Маккейн \| 191 см \| 88 кг \| Дьюк \| \| Ф/Ц \| 21 \| ! \| Джоэл Эмбиид \| 213 см \| 127 кг \| Канзас \| \| З/Ф \| 23 \| ! \| Эрик Гордон \| 191 см \| 98 кг \| Индиана \| \| Ф \| 28 \| Франция ! \| Гершон Ябуселе \| 203 см \| 123 кг \| Франция \| \| Ф/Ц \| 30 \| Турция ! \| Адем Бона \| 208 см \| 107 кг \| УКЛА \| \| Ф \| 65 \| ! \| Алекс Риз \| 206 см \| 111 кг \| Алабама \| | Главный тренер - Ник Нерс Ассистенты тренера - Мэтт Брэйз - Фабьюлос Флурной - Брайан Гейтс - Рико Хайнс - Бобби Джексон - Коби Карл - Майк Лонгабарди - Дуг Уэст Состав • Переходы Последнее изменение: 14 апреля 2025 года |           |                    |        |        |              |
| Поз. | № | Гражд.    | Имя                | Рост   | Вес    | Откуда       |
| З | 0 | !         | Тайриз Макси       | 188 см | 91 кг  | Кентукки     |
| Ц | 1 | !         | Андре Драммонд     | 211 см | 127 кг | Коннектикут  |
| З | 5 | !         | Квентин Граймс     | 193 см | 95 кг  | Хьюстон      |
| З | 7 | !         | Кайл Лоури         | 183 см | 89 кг  | Вилланова    |
| Ф | 8 | !         | Пол Джордж         | 203 см | 100 кг | Фресно Стэйт |
| З/Ф | 9 | !         | Келли Убре         | 201 см | 92 кг  | Канзас       |
| З | 11 | !         | Джефф Даутин       | 191 см | 80 кг  | Род-Айленд   |
| З | 12 | !         | Джаред Батлер      | 191 см | 88 кг  | Бэйлор       |
| З | 14 | !         | Рики Каунсил       | 198 см | 94 кг  | Арканзас     |
| З | 16 | !         | Лонни Уокер        | 196 см | 93 кг  | Майами       |
| З | 17 | !         | Джейлен Худ-Шифино | 196 см | 95 кг  | Индиана      |
| З/Ф | 19 | !         | Джастин Эдвардс    | 203 см | 92 кг  | Кентукки     |
| З | 20 | !         | Джаред Маккейн     | 191 см | 88 кг  | Дьюк         |
| Ф/Ц | 21 | !         | Джоэл Эмбиид       | 213 см | 127 кг | Канзас       |
| З/Ф | 23 | !         | Эрик Гордон        | 191 см | 98 кг  | Индиана      |
| Ф | 28 | Франция ! | Гершон Ябуселе     | 203 см | 123 кг | Франция      |
| Ф/Ц | 30 | Турция !  | Адем Бона          | 208 см | 107 кг | УКЛА         |
| Ф | 65 | !         | Алекс Риз          | 206 см | 111 кг | Алабама      |